# ヴァジュラパーニ
ヴァジュラパーニ（サンスクリット: वज्रपाणि、Vajrapāṇi、パーリ語:वजिरपाणि Vajirapāṇi、金剛杵を持つもの チベット文字：chak-na dorjé; ワイリー方式：phyag na rdo rje; 蔵文拼音：ཕྱག་ན་རྡོ་རྗེ།）または金剛手（こんごうしゅ）とは、仏教（大乗顕教、上座部仏教、および金剛乗の密教）において信仰される尊格・夜叉。このページでは、実在する人物および仏教以外の用法についても言及する。

## 仏・護法神
- 執金剛神
- 金剛力士（仁王）
- 金剛手（中国語版） - 金剛手秘密主とも
- 勢至菩薩 - 本地仏、チベット仏教において同一視

## 人物
- ヴァジュラパーニ（11世紀頃） - マイトリパーダ（英語版）四大弟子の一人
- 豊田亨 - ホーリーネームが「ヴァジラパーニ」

## その他
- 金剛薩埵（Vajrasatta）
- 烏枢沙摩明王 - 穢跡金剛（中国語版）とも
- インドラ

## ギャラリー

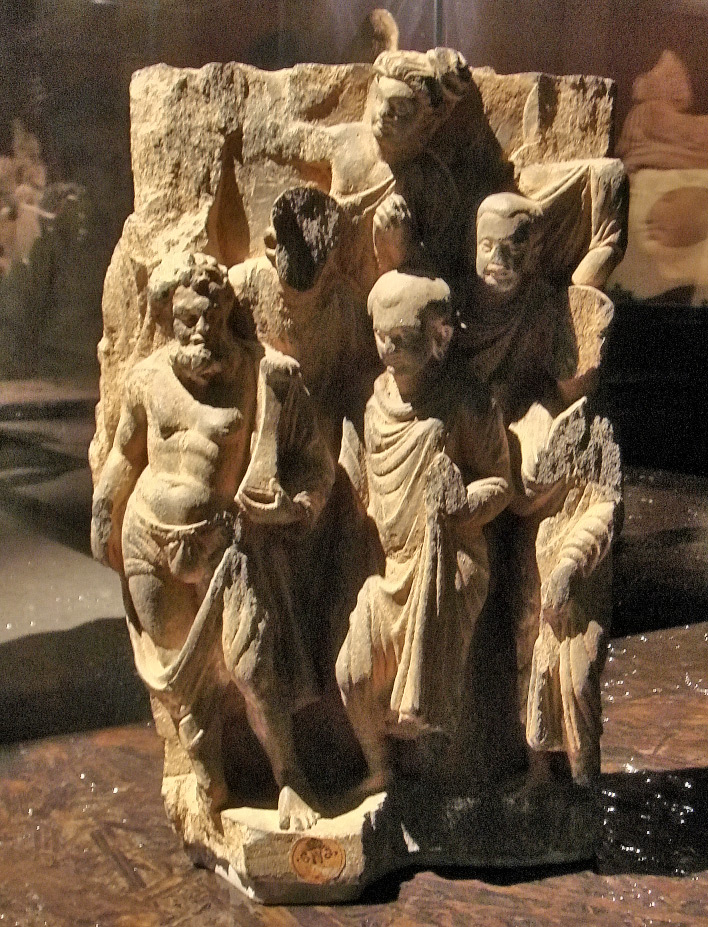
仏僧たちに付き従うヴァジラパーニ　ガンダーラ。ギメ東洋美術館蔵。
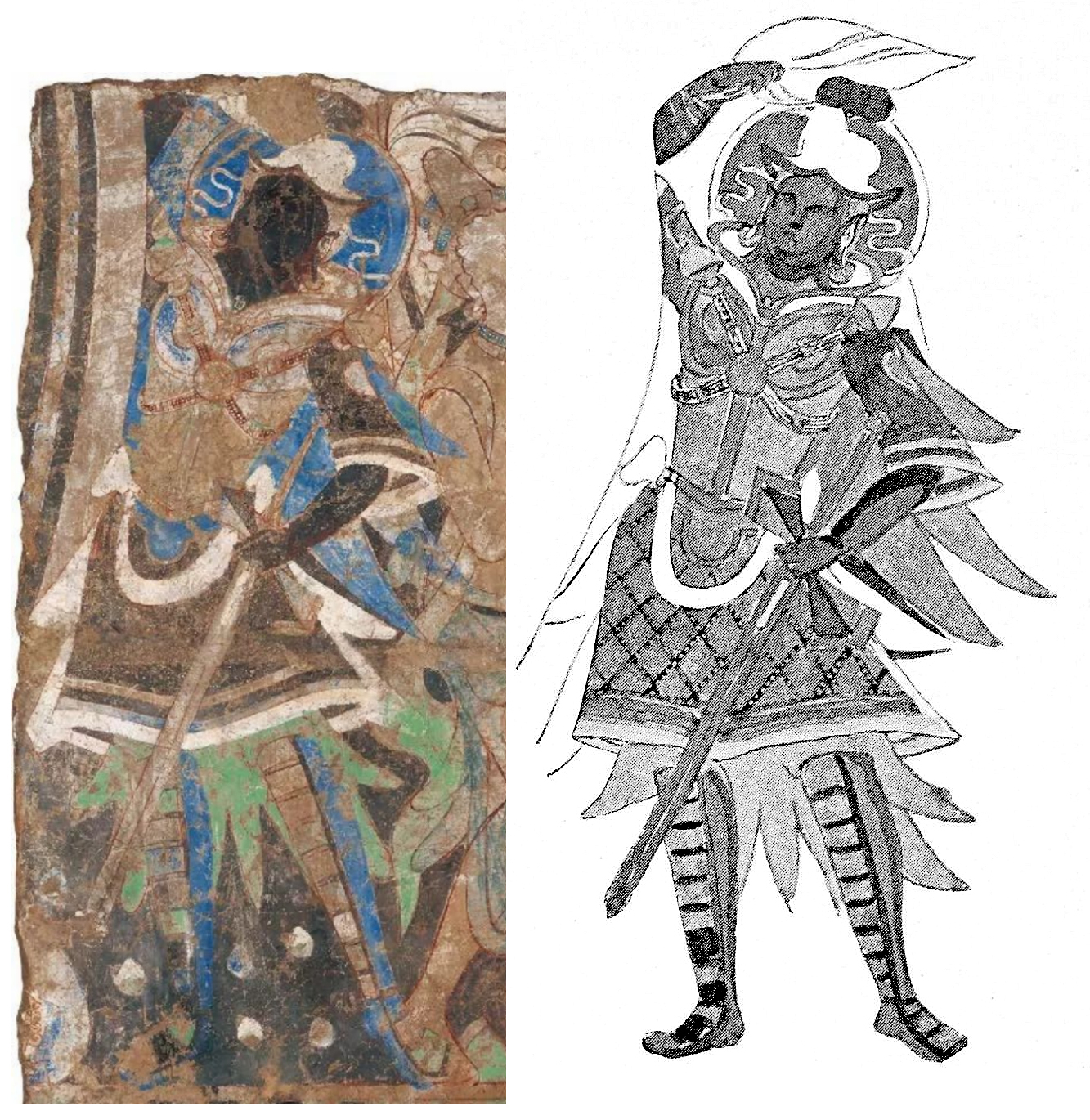
キジル石窟第4窟に描かれたヴァジュラパーニ
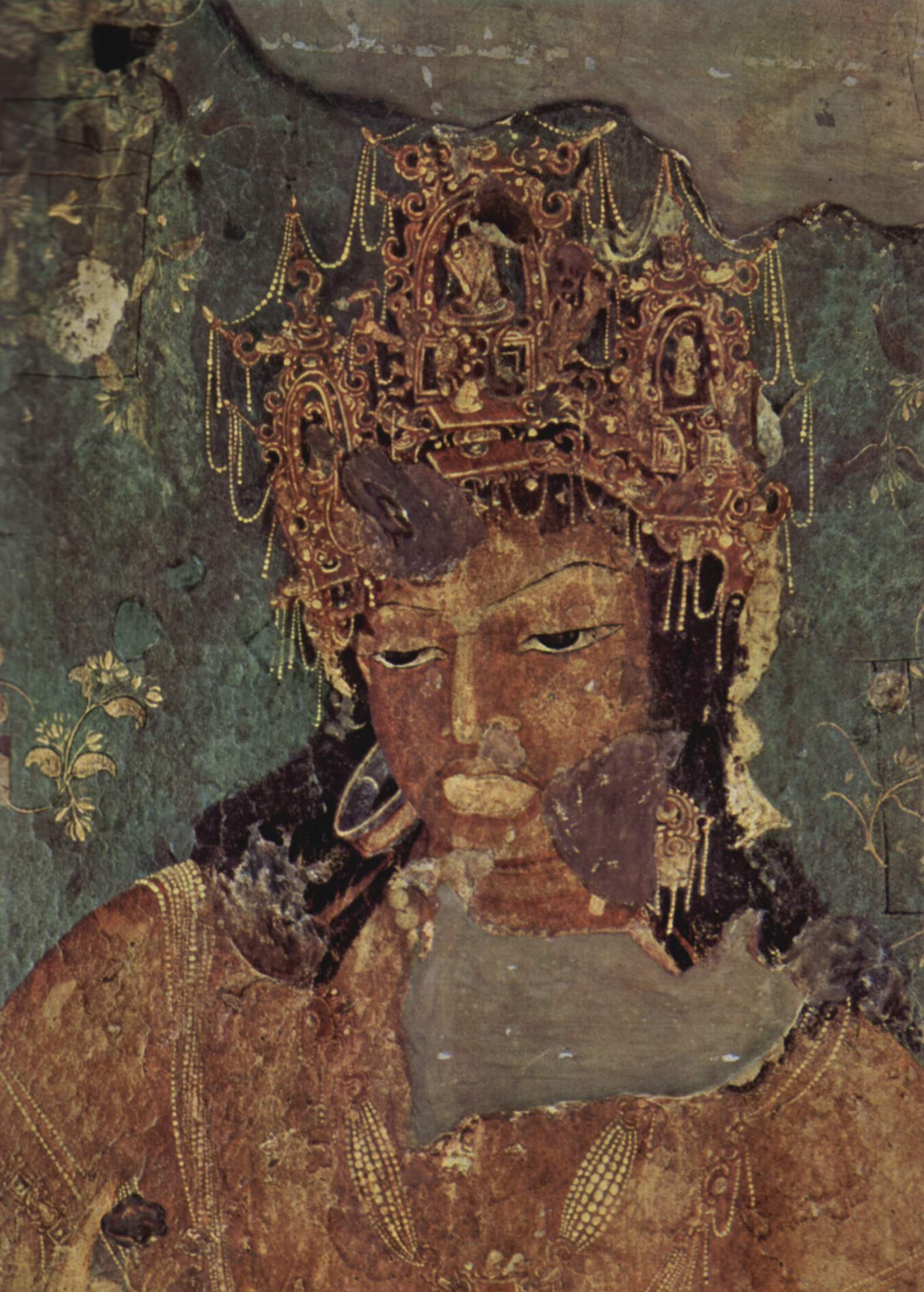
アジャンター石窟群に描かれたヴァジラパーニ　7世紀
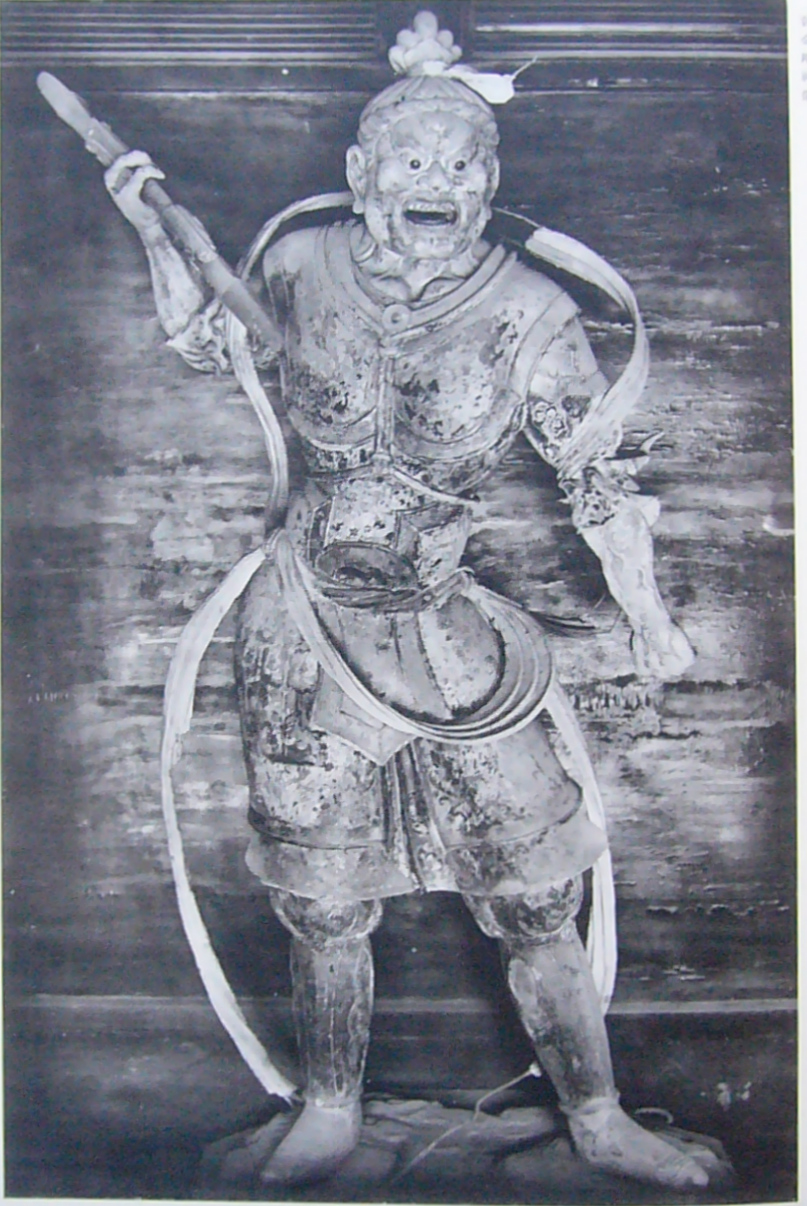
執金剛神像　8世紀、日本。東大寺所蔵。
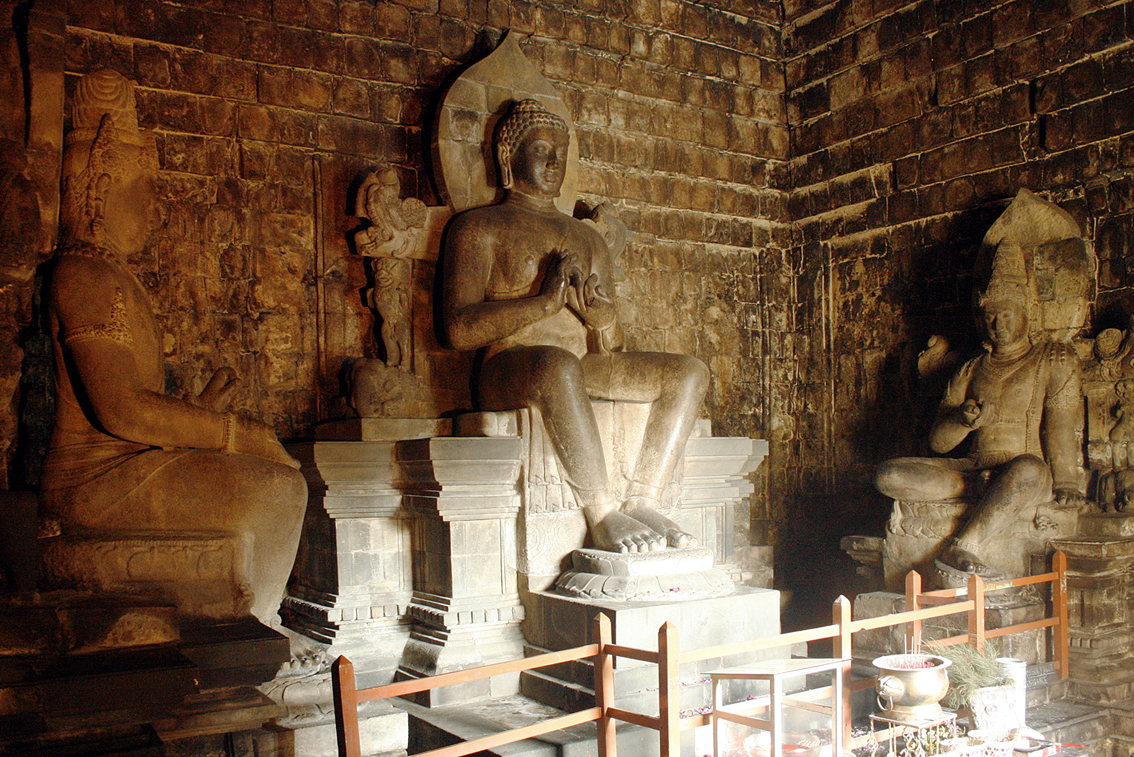
金剛手菩薩（右手奥）　ムンドゥット寺院内部。8-9世紀、シャイレーンドラ朝時代。インドネシア、中部ジャワ州。
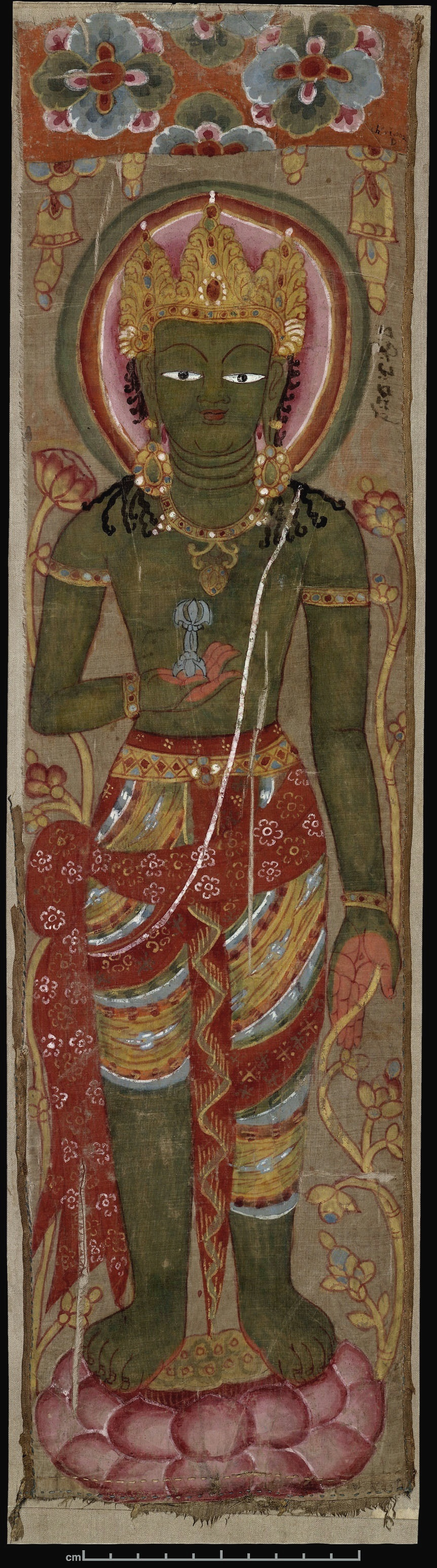
初期のタンカに描かれた金剛手菩薩　9世紀、チベット。大英博物館蔵。
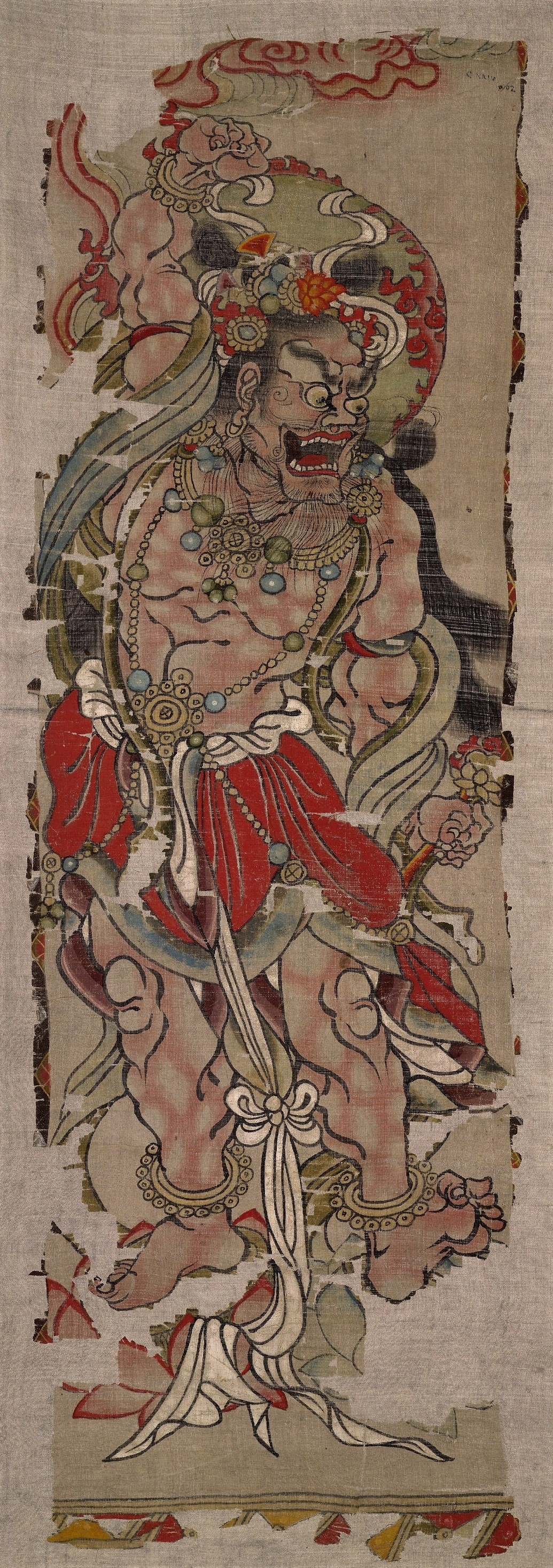
執金剛神。唐代（9世紀後半）、莫高窟
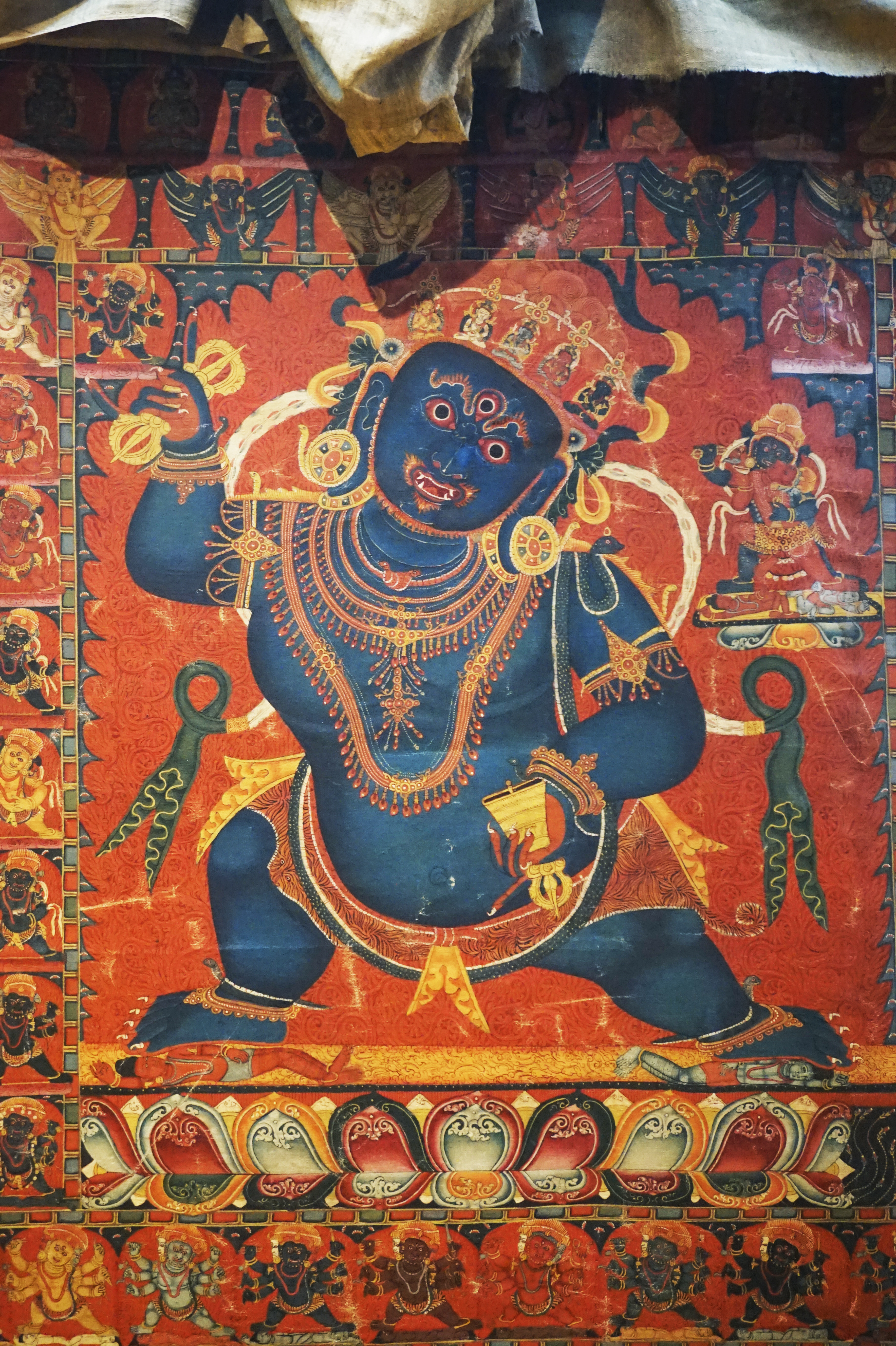
持金剛菩薩　13-14世紀、チベット。チベット博物館蔵。
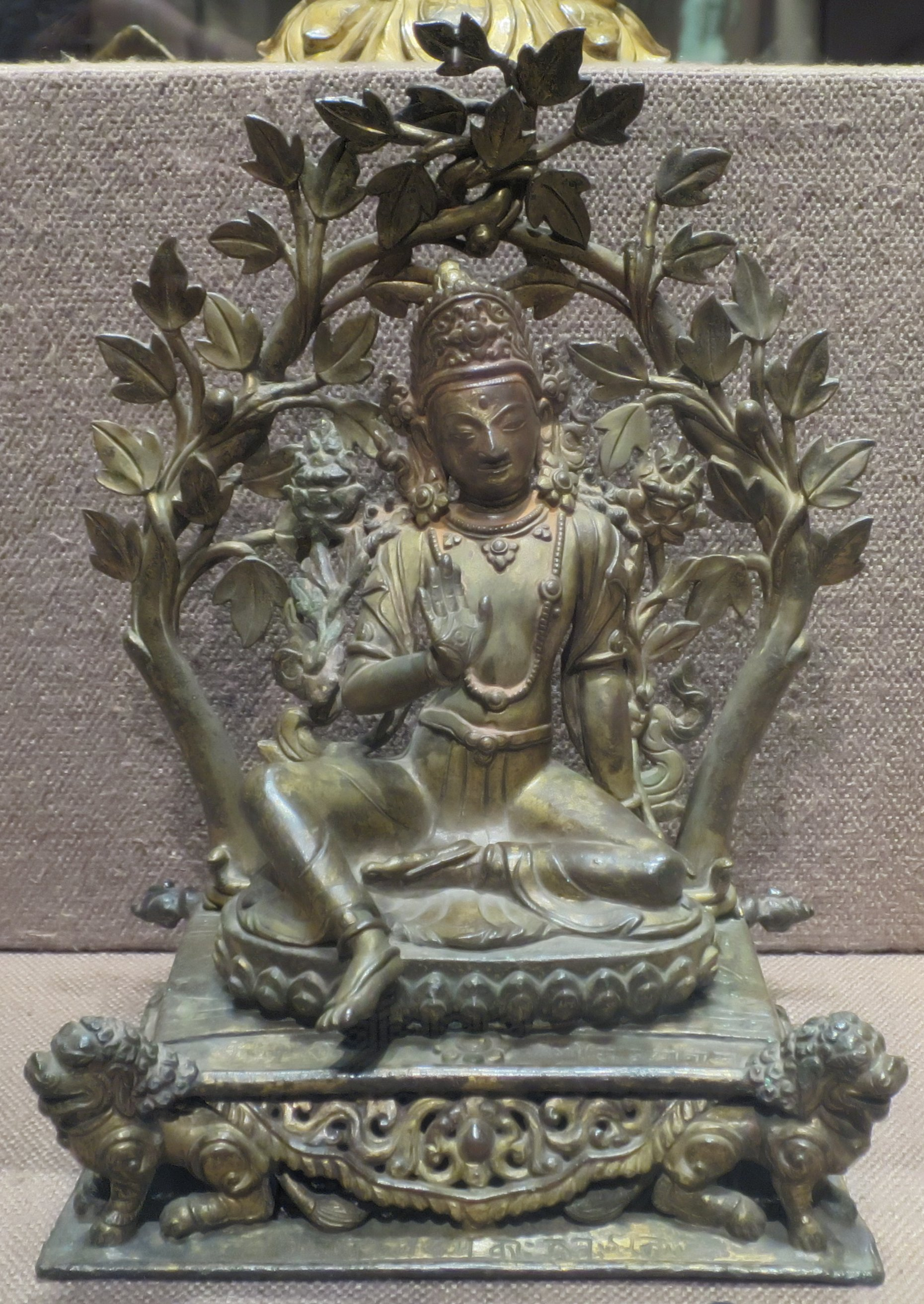
金剛手菩薩　1731年、ネパール。ノートン・サイモン美術館蔵。
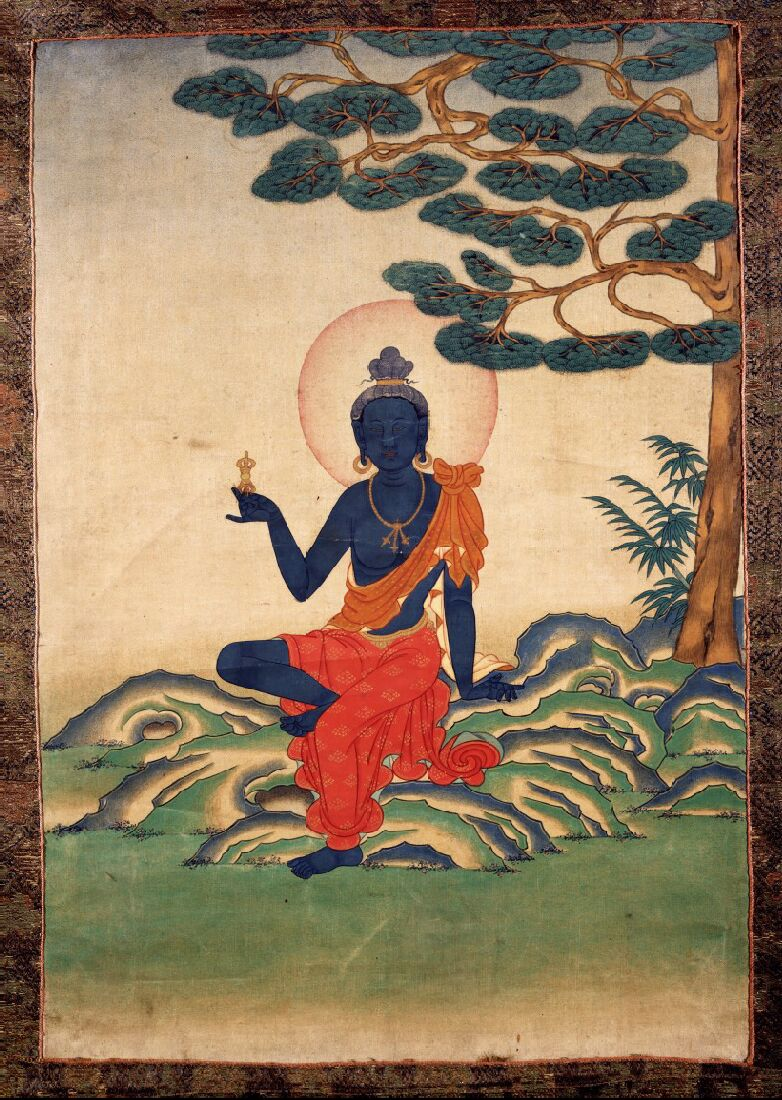
金剛手菩薩　19世紀、チベットカム地方。
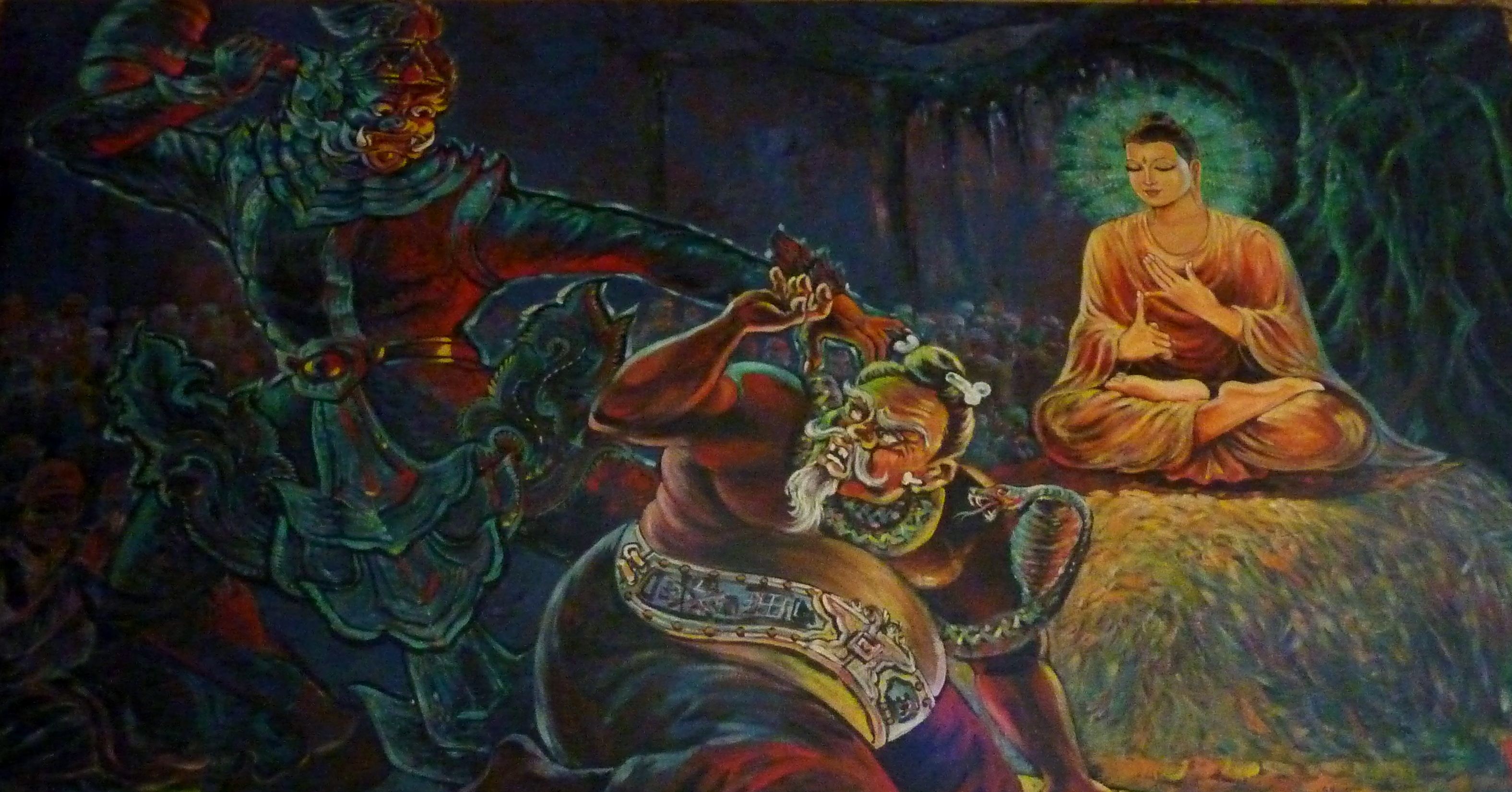
外道サッチャカを打つヴァジラパーニ　マレーシア、ケダ州、Wat Olak Madu
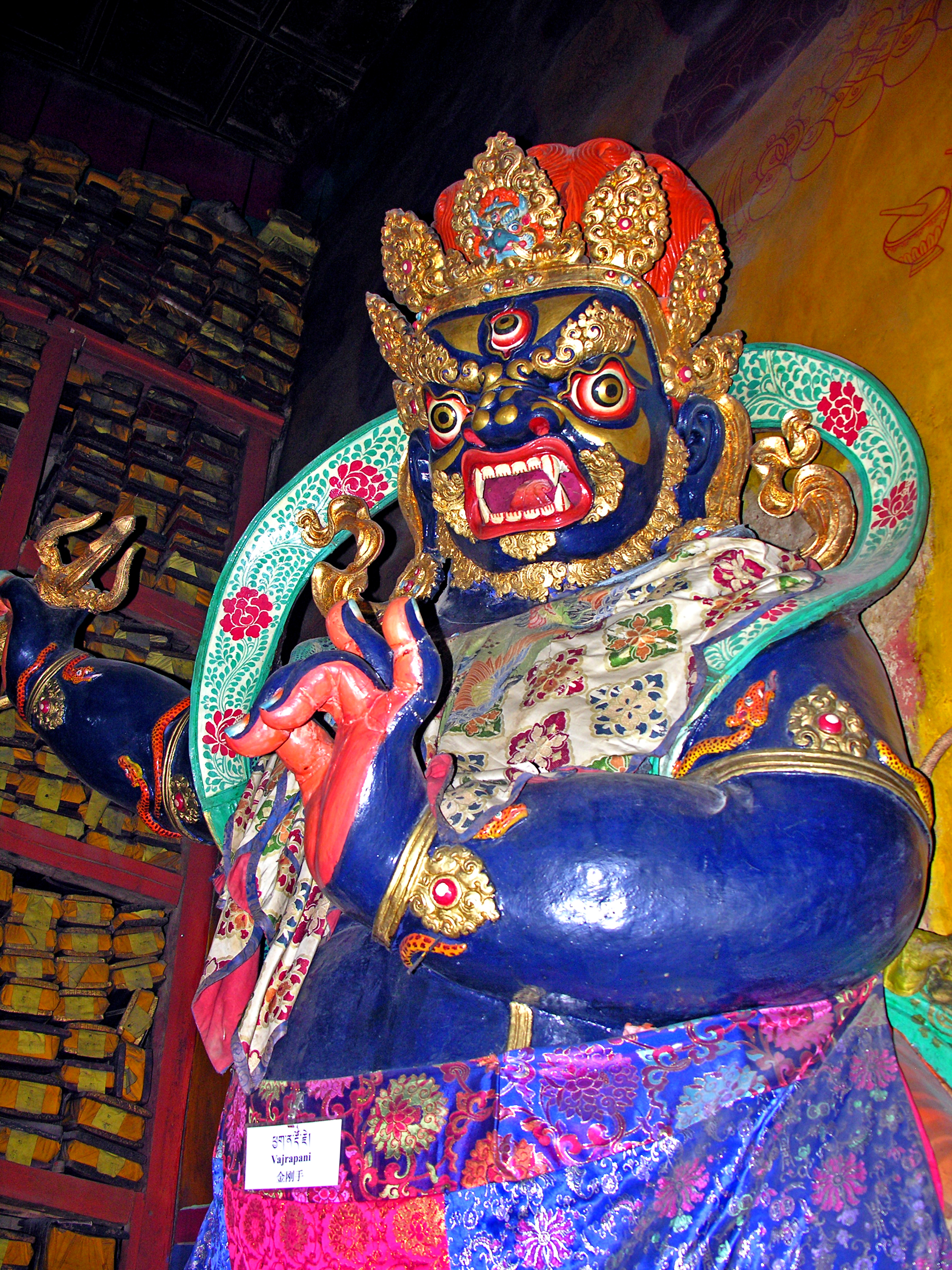
金剛手像　チベット、デプン寺